# Јеремијин дан
Јеремијин дан је један од световних празника који потиче из прадавних времена, када је човек живео примитивно, окружен њему неразумљивим или потпуно непознатим појавама и силама, које људска свест није могла, нити је смела, да истражује њихово порекло и природу. Овим даном црква и верници обележавају лик и дело библијске личности Светог пророка Јеремије, за кога се верује да је заштитник од змија отровница. Српска православна црква слави га 1. маја по црквеном, а 14. маја по грегоријанском календару.

## О Светом пророку Јеремији
Свети пророк Јеремија је рођен шест векова пре Христа, недалеко од Јерусалима у левитском граду Анатоту, у пределима племена Венијаминова. По веровању он је као син свештеника Хелкија, као и Самуило унапред изабран и предодређен за пророчку службу, или према речима самог Господа. 
Пре него те саздах у утроби, знах те; и пре него изиде из утробе, посветих те; за пророка народима поставих те.

Своју пророчку службу Јеремија је започео врло рано у својој 15. години живота, око  630. п. н. е. Као свештеник по свом рођењу а учитељ и пророк по призвању од Бога, на основу сведочења светог Игњатија Богоносца, 
Јеремија је био девственик целог живота свог .

Када је Аврамов, народ некада слободан и славан, изгубило своју самосталност и пао у ропство, зато што су гресима разљутили Бога, јер нису послушаше речи светога пророка и нису се покајали. Тада су свештеници и лажни пророци и сав народ Јеврејски, испуњен гневом ухватили Јеремију, уз повике:
 Нека умре човек који овако пророкује. И кнезови Јудини чувши то дођоше из дома царскога у дом Господњи, и седоше пред нова врата Господња. И рекоше свештеници и лажни пророци кнезовима и свему народу говорећи: Овај човек заслужује смрт, јер пророкова против овога града, као што чусте својим ушима. Када су верске старешине изрекле овај став, народни збор се поделио: једни беху за то да се свети пророк Јеремија убије а други - да се пусти као невин. И противници Јеремијини би свакако преовладали, и убили Божјег човека, да га не заштити утицајни великаш Ахикам, син Сафанов: он избави Јеремију и не даде да га погубе.).
Када су су Вавилонци заузели Јерусалим, цара Седекију су убили, град опљачкали и разорили, а огроман број Јевреја посекли управо у долини Тотеф. Јеремија је са левитима узео Ковчег завета из храма и однео га на брдо Нават, где је Мојсије умро, и на том месту га скрио. Такође је сакрио и огањ из храма у један дубоки бунар.
Неки Јевреји су га приморали да иде са њима у Мисир где је проживео четири године. Након тога га је група Јевреја, којима је пророковао пропаст мисирских идола и долазак Деве са Младенцем каменовала до смрти и у Мисиру сахранили.
По предању, цар Александар Велики посетио је гроб пророка Јеремије и по његовој наредби Јеремијино тело је пренето у Александрију.

### Нека од пророчанстава Светог пророка Јеремија
Због свог пророковања у коме је наговештавао многе несреће царевима и великашима због њихове вере у лажне идоле и жртвовања деце тим идолима, стално је прогањан.
Испуњујући наређење Божје, свети Јеремија је изрекао бројна пророчанства од којих наводимо:
- Цару Јоакиму прорекао да ће му се тело вући несахрањено изван зидина града Јерусалима
- Цару Јехонију прорекао је да ће бити одведен у Вавилон са целом породицом и да ће тамо умрети.
- Кад је на престо у Јерусалиму дошао цар Седекија, Јеремија је прорекао пад Јерусалима и вавилонско ропство.
- У долини Тотеф под Јерусалимом, на месту где су деца клана као жртве идолима, прорекао је скори пад Јудејског царства. Ускоро се то обистинило.[6]

## Народни обичаји везани за дан Светог Јеремије
По предању на овај дан православни верници разгоне змије и друге гмизавце да не би преко лета досађивали. Све почиње тако што неко из куће тога дана треба да порани, узме тигањ и лупајући у њега неколико пута понови:
„Јеремија у поље, а све змије у море! Само једна остала, за зло њено остала, оба ока избола, на дан трна глогова. На четири шипова, злу коб изела“
 По народном веровању до оног места на коме се чује лупање и песма, дотле змије неће смети да се приближе.

На Јеремијин дан не отварају се бритве и не ради се ништа иглом и концем.
Kо би на овај дан отворио бритву, верује се, на тога би преко целе године трчале змије.
У неким крајевима стари људи верују да се на данашњи дан не ваља ни чешљати да се не би изазивали ови опасни гмизавци.
Такође, по народном веровању у неким крајевима Србије треба пазити да се ни за ким не вуче одвезана пертла или неки кончић да се на исти начин тако не би вукле и змије.